# Саут-Вієнна (Огайо)
Саут-Вієнна (англ. South Vienna) — селище (англ. village) в США, в окрузі Кларк штату Огайо. Населення — 402 особи (2020).

## Географія
Саут-Вієнна розташований за координатами 39°55′45″ пн. ш. 83°36′48″ зх. д. / 39.92917° пн. ш. 83.61333° зх. д. (39.929083, -83.613314).  За даними Бюро перепису населення США в 2010 році селище мало площу 1,35 км², уся площа — суходіл.

## Демографія
Згідно з переписом 2010 року, у селищі мешкали 384 особи в 148 домогосподарствах у складі 102 родин. Густота населення становила 284 особи/км².  Було 166 помешкань (123/км²).
Расовий склад населення:
| - 90,4 % — білих - 0,8 % — чорних або афроамериканців - 0,5 % — корінних американців - 0,5 % — азіатів - 5,7 % — осіб інших рас |

До двох чи більше рас належало 2,1 %. Частка іспаномовних становила 7,8 % від усіх жителів.
За віковим діапазоном населення розподілялося таким чином: 26,8 % — особи молодші 18 років, 63,6 % — особи у віці 18—64 років, 9,6 % — особи у віці 65 років та старші. Медіана віку мешканця становила 40,7 року. На 100 осіб жіночої статі у селищі припадало 93,9 чоловіків;  на 100 жінок у віці від 18 років та старших — 95,1 чоловіків також старших 18 років.
Середній дохід на одне домашнє господарство  становив 63 235 доларів США (медіана — 60 000), а середній дохід на одну сім'ю — 74 957 доларів (медіана — 62 019). За межею бідності перебувало 6,8 % осіб, у тому числі 0,0 % дітей у віці до 18 років та 0,0 % осіб у віці 65 років та старших.
Цивільне працевлаштоване населення становило 233 особи. Основні галузі зайнятості: виробництво — 17,2 %, роздрібна торгівля — 16,3 %, освіта, охорона здоров'я та соціальна допомога — 12,4 %, будівництво — 12,4 %.